# Elephantomyia (Elephantomyia) subhumilis
Elephantomyia (Elephantomyia) subhumilis is een tweevleugelige uit de familie steltmuggen (Limoniidae). De soort komt voor in het Neotropisch gebied.